# Miroslav Langer (klavírista)
Miroslav Langer (5. května 1945 Prostějov – 28. října 2010 Praha) byl český klavírista a pedagog Hudební fakulty Akademie múzických umění. V 70. a 80. letech 20. století se věnoval především koncertní činnosti a natočil několik hudebních desek pro Československý rozhlas či nakladatelství Panton. Věnoval se hudbě napříč všemi styly od baroka po skladby 20. století, jeho naturelu však byla nejbližší hudba období romantismu a impresionismu.

## Život

### Vzdělání
Základy hudebního vzdělání začal Miroslav Langer získávat na hudební škole v rodném Prostějově. Ve studiu pokračoval na konzervatoři v Brně, které bylo důležitým hudebním centrem tehdejšího Československa a kde studoval pod vedením Františka Schäfera a Inessy Janíčkové, absolventky Leningradské konzervatoře ze třídy prof. Serebrajkova. Dále pokračoval ve studiu na pražské Hudební fakultě Akademie múzických umění ve třídě Josefa Páleníčka, který ho silně ovlivnil jak hudebně, tak i v zaměření na francouzskou hudbu a kulturu. Po promoci pokračoval ve studiu stále pod vedením prof. Páleníčka v rámci umělecké aspirantury až do roku 1976.
V téže době začal také na HAMU sám vyučovat. Velký vliv na jeho další uměleckou dráhu měly dva roky postgraduálního studia v Paříži pod vedením Vlado Perlemutera a Suzanne Roche v letech 1976–1978. Pobyt ve Francii ho silně ovlivnil nejen umělecky, posílil v něm také velký obdiv a lásku k francouzské kultuře a k francouzskému jazyku, který dobře ovládal.

### Koncertní činnost
Svých prvních úspěchů dosáhl v mezinárodních klavírních soutěžích. V roce 1965, kdy ještě studoval na brněnské konzervatoři, si ze 7. ročníku Mezinárodní soutěže Fr. Chopina ve Varšavě přivezl Čestný diplom. V roce 1967 se zúčastnil také soutěže Long-Thibaud v Paříži. Hlavní soutěžní úspěch mu přinesl rok 1968, kdy se stal laureátem soutěže Vianna da Motta v Lisabonu, a zejména rok 1972, kdy zvítězil v Mezinárodní soutěži Hudební rady UNESCO v Bratislavě.
Během své aktivní koncertní činnosti vystoupil na mnoha koncertech a natočil řadu nahrávek pro Český rozhlas, Českou televizi a také pro francouzský rozhlas. Mezi jeho nejlepší výkony patří interpretace dvou Beethovenových koncertů (č. 2 B dur a č. 4 G dur ) a dále např. Klavírního koncertu č. 2 g moll Camilla Saint-Saënse, Klavírního koncertu č. 2 c moll Sergeje Rachmaninova a další.
Repertoár Miroslava Langera byl rozsáhlý a nezaměřoval se výlučně na určitou slohovou oblast. Dá se však říci, že k jeho oblíbeným patřila díla období romantismu (Liszt), dále skladby francouzského impresionismu, které hrál nejraději, a v nichž se také nejšťastněji uplatnila jeho přirozená muzikálnost (Debussy, Ravel). Z koncertantních skladeb s doprovodem orchestru zahrnoval jeho repertoár kromě již výše uvedených skladatelů také díla Haydnova, Mozartova, Čajkovského, Rachmaninova, Prokofjevova, Šostakovičova a další.
Z české hudby se pod vlivem svého učitele Páleníčka zaměřoval především na klavírní díla Leoše Janáčka (Po zarostlém chodníčku, V mlhách), Bohuslava Martinů a na skladby Antonína Dvořáka, ať už klavírní (Slovanské tance a Legendy pro čtyřruční klavír) či komorní, např. Kvintet A dur.

### Mezinárodní činnost
Mimo jiné působil Miroslav Langer též v porotách řady hudebních soutěží (Pražské jaro, Concertino Praga, aj.) V letech 1985–1987 vedl mistrovské kurzy ve finském Jyväskylä, kde pak další dva roky působil jako pedagog na tamější konzervatoři.

### Konec koncertní kariéry
Roku 2000 musel ze zdravotních důvodů svou koncertní činnost předčasně ukončit a posledních 10 let svého života se naplno věnoval pedagogické práci na pražské Hudební fakultě AMU. Práce se studenty a mladými absolventy pro něj byla vždy důležitým posláním a stala se hlavním naplněním této části jeho života.